# 崔乾祐
崔乾祐（？—759年3月25日），安祿山大將。
安祿山命部將崔乾祐率部入據陝郡，進逼潼關，一時強攻不下，暫時退居陝郡。十五年六月，哥舒翰與崔乾祐於靈寶（今河南省西部）一戰，南邊靠山，北洮黃河，中間為七十里長的狹窄山道，崔乾祐預先伏兵南面山上，先遣4000散兵誘敵，或進或退。與此同時，奸相楊國忠不斷向哥舒翰施壓，被迫出關作戰，於是唐軍進入隘路，崔乾祐命人縱火焚燒的草車堵塞通道，唐軍被煙焰所嗆，一路大潰。靈寶一戰，唐軍全軍覆沒，哥舒翰被俘。
安祿山命崔乾祐守河東（今山西永濟西南蒲州鎮）。至德二載（聖武二年，757年）二月，朔方節度使郭子儀襲取河東，子儀遣密使進入河東，約為內應。十一日夜，河东司户韩昱等翻越河东城，迎接官军，郭俊等自城内杀出，內外夾攻。崔乾祐在梦中惊醒，逃往城北，不能抵敵，逃到安邑（山西省運城市東北安邑鎮），安邑百姓先開城門迎接軍隊，再閉門反擊乾祐軍。崔乾祐在城外見狀不妙，再向白逕嶺（山西省運城市西南）逃去，河東遂平，史稱河东之战。崔乾祐退保蒲津。三月，子儀大破崔乾祐於潼關，乾祐退保蒲津（今陝西大荔東）。史思明弑杀安庆绪时，命左右杀其四弟及高尚、孫孝哲、崔乾祐。